# Балдуин IV (Ено)
Балдуин IV от Хенегау (на френски: Baudouin IV de Hainaut, Baudouin l'édifieur ou Baudouin le batisseur, * 1108, † 8 ноември 1171) е от 1120 до 1171 г. граф на Хенегау.

## Биография
Той е най-възрастният син на граф Балдуин III (1088 – 1120) и съпругата му Йоланта от Гелдерн (* 1090), дъщеря на граф Герхард I от Васенберг, граф на Гелдерн.
Балдуин III строи множество крепости и църкви в своето графство. Той пада през 1169 г. от нестабилно строително скеле на недостроен замък, чупи си двата крака и гръбначния стълб и умира след две години.

## Фамилия
Балдуин IV се жени през 1130 г. за Алиса от Намюр (1115 – 1169), дъщеря на Готфрид, граф на Намюр и Ермезинда от Люксембург, дъщеря на граф Конрад I от Люксембург. Двамата имат децата:
- Балдуин († млад)
- Готфрид († 6 април 1159 или 1161 на 16 години, граф на Остервант
- Балдуин V (1150 – 1195), граф на Хенегау
- Вилхелм, господар на Шато Тиери в Графство Намюр
- Хеайнрих, господар на Себург, Ангре и Ле Фай
- Йоланда, ∞ Ив II, господар на Несле († 1157) (Дом Несле); ∞ II. Хуго IV от Несле, господар на Сант Пол
- Агнес, наричана Куцата (la Boîteuse), първа съпруга на Раул I дьо Куци († пр. 1173) (Дон Бовес),
- Лауренц (Лаурета) († 9 август 1181); ∞ Дитрих фон Гент († 1165); ∞ малко след 1171 г. за Боухард IV дьо Монтморенц
- Евстах, пропст в Св. Валтраут в Монс († сл. 1198)